# طليطلة

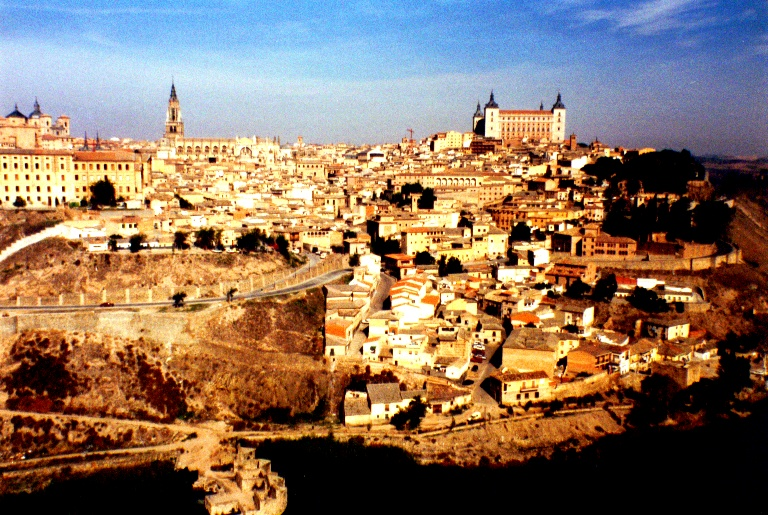
طليطلة

طُلَيْطِلَة (بالإسبانية: Toledo، توليدو)، مدينة إسبانية تقع على بعد 75 كيلومتراً جنوب العاصمة الإسبانية مدريد. مدينة طليطلة هي عاصمة مقاطعة طليطلة ومنطقة قشتالة لا منتشا في وسط إسبانيا. يبلغ عدد سكانها حوالي 83.108 نسمة. المدينة تقع على مرتفع منيع تحيط به أودية عميقة وأجراف عميقة، تتدفق فيها مياه نهر تاجه. ويحيط وادي تاجة بطليطلة من ثلاث جهات مساهما بذلك في حصانتها ومنعتها.

## موقع تراث عالمي
أُعلِنت طليطلة موقع تراث عالمي من قِبل اليونسكو في 1986 للتراث الثقافي الضخم بوصفها واحدة من العواصم السابقة للامبراطورية الإسبانية ومكان لتعايش الثقافات الإسلامية والمسيحية واليهودية.
ولد أو عاش كثير من الناس الشهيرة والفنانين في هذه المدينة، كدي لافيغا والفونسو العاشر وايلغريكو، وكان المكان من الأحداث التاريخية الهامة مثل مجالس طليطلة.

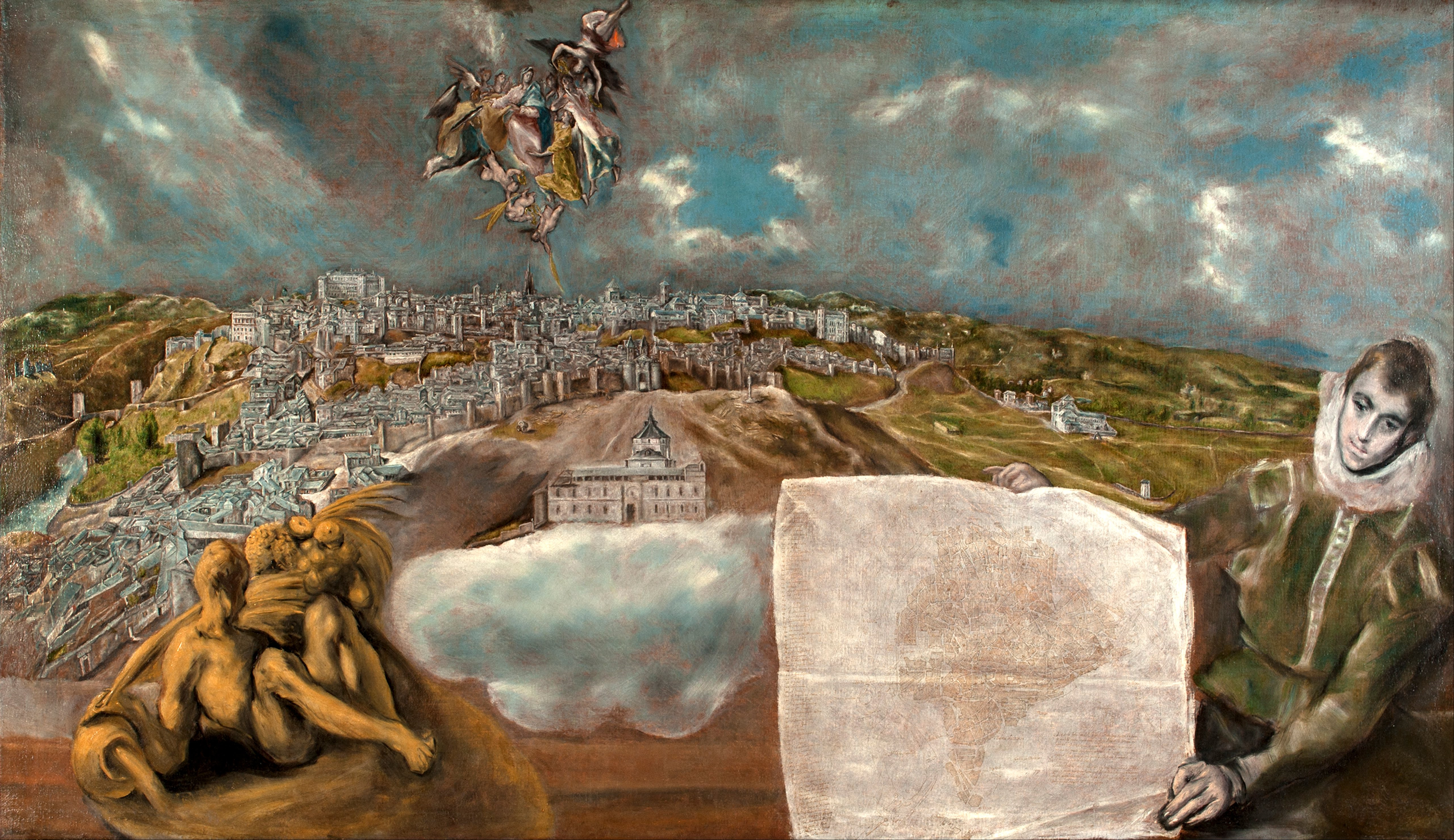
نظرة لطليطلة عام 1608 للرسام إل غريكو

## الاسم
طليطلة مدينة قديمة للغاية، ويغلب أنها بُنيت في زمن الإغريق. ازدهرت في عهد الرومان، فحصنوها بالأسوار، وأقاموا فيها المسرح والجسر العظيم. وبلغت طليطلة ذروتها في عصر الخلافة الإسلامية عندما كانت جميلة، مزيجاً من الفن والعلم.
وكانت تُعرف في القرون الوسطى باسم «مدينة التسامح» حيث كان يتعايش فيها المسلمون واليهود والمسيحيون. ويرجع اسم المدينة إلى العهد الروماني، حيث كان يطلق عليها اسم «توليدو» وتعني بالرومانية «المدينة المحصنة».
اشتهرت أيام الحكم الإسلامي لإسبانيا. حيث كانت مدينة أندلسية عريقة في القدم. اسم طليطلة تعريب للاسم اللاتيني «توليدوث» (Tholedoth) وكان العرب يسمون طليطلة مدينة الأملاك لأنها كانت عاصمة مملكة القوط.

### مسميات على الاسم
لمكانة طليطلة الحضارية والتاريخية عند الإسبانيين، سُمّيَ على اسمها 36 موضعاً في عدة أنحاء، كأمريكا الجنوبية والشمالية والفلبين والبرتغال. يُنطق اسم طُليطُلة بضم الطاء الأولى والثانية وفقاً للحميدي، وقال ياقوت الحموي «وأكثر ما سمعناه من المغاربة بضم الأولى وفتح الثانية». ذُكرت أيضاً تهجئة ثالثة «طُليطلاء»، والوجه الرابع طُليطِلة بضم الطاء الأولى وكسر الثانية، ذكرَ أبو عبيد الله البكري أن أصل الاسم تولاطو ومعناها فرِحَ ساكنوها، يقصد لحصانتها ومنعتها، فنطقها العرب طُليطلة وفقاً للأصوات والأوزان العربية.

## التاريخ

### عاصمة مملكة القوط
طليطلة مدينة قديمة للغاية، ويغلب أنها بُنيت في زمن الإغريق. ازدهرت طليطلة في عهد الرومان، فحصنوها بالأسوار، وأقاموا فيها المسرح والجسر العظيم. وفي عام 534 أصبحت توليدو عاصمة مملكة القوط الغربيين الموحدة في إسبانيا (حتى 711).

### الحكم الإسلامي
فُتحت على يد المسلمين بقيادة طارق بن زياد عام (712م) بعد انتصارهم بمعركة وادي لكة على القوط، وبقيت تحت حكم المسلمين 4 قرون، وظلت تتمتع بتفوقها السياسي على سائر مدن الأندلس. وفي عهد محمد بن عبد الرحمن الأوسط عام (233هـ) خرجت عليه طليطلة فبرز إليها بنفسه وهزمهم، وانتظمت في عهد خلافة عبد الرحمن الناصر، وازدهر فيها فن العمارة.
عندما سقطت الأندلس في يد المسلمين لم يعمدوا إلى القضاء على المسيحية فوراً. ومن المعتقد أن المسجد الرئيسي لمدينة طليطلة قد تحول إلى بناء كاتدرائية طليطلة بعد سقوط طليطلة في يد الإسبان مرة أخرى. بعض المحققين أن نشير إلى أن قاعة الصلاة من المسجد يتطابق في الشكل مع الكاتدرائية الحالية.
كان من أبرز ما قدّمه موسى بن نصير إلى الخليفة الوليد من الغنائم التذكارية النفيسة مائدة تفوق قيمتها كل تقدير، كان طارق بن زياد قد غنمها من كاتدرائية طليطلة، وكان القوط قد تفننوا في صنعها فنسبها العرب إلى سليمان بن داود، وإنما أطلق عليها هذا الاسم كناية عن قدمها وعظم شأنها.
واختلفت الروايات كذلك في وصف هذه المائدة وبيان هيئتها وسبب وجودها، فذكرت إحدى الروايات أن الأغنياء والموسرين من القوط دأبوا أن يوصلوا للكنائس بقدر معلوم من ثرواتهم عند الوفاة وكلما تجمع المال الوفير بين المشرفين على تلك الكنائس أمروا بصناعة موائد وكراسي من الذهب والفضة تضع القساوسة عليها الأناجيل في أيام الاحتفالات من أجل المباهاة والتفاخر، ونالت كنيسة طليطلة قدراً كبيراً من مال الوصايا، وخاصة أنها كانت مقرّ البيت المالك، ولذا تأنق الملوك في عمل مائدة لهذه الكنيسة فاقت كل الموائد في سائر إسبانيا؛ إذ حرص كل ملك على أن يزيد في مائدة كنيسة طليطلة إعلاء لذكره وتباهياً بعاصمة ملكه حتى صار لها مركز الصدارة في جميع البلاد وتحدث الجميع بجمالها وعلو قيمتها، فكانت مصنوعة من الذهب الخالص مرصعة بفاخر الدر والياقوت والزبرجد.
ومهما يكن من أمر تلك الروايات فمما لا شك فيه أنها أجمعت على شيء واحد هو عظمة هذا الكنز الثمين الذي فاقت أخباره ما عداه في كنوز وجدت في سائر مدن الأندلس، ويرجح أن هذه المائدة كانت مذبح الكنيسة الجامعة في طليطلة، وأنها كانت على درجة خيالية من الجمال حتى تليق بعاصمة القوط، ولتكون رمزا على ثراء دولتهم وغناها الوافر.
عبر مؤرخو العرب عن عظمة موقع طليطلة، من ذلك ما ذكره الحميري في كتابه الروض المعطار في عجائب الأقطار إذ يقول: «وهي على ضفة النهر الكبير، وقل ما يرى مثلها إتقانا وشماخة بنيان، وهي عالية الذرى، حسنة البقعة»، ثم يقول في موضع آخر: «ولها من جميع جهاتها أقاليم رفيعة، وقلاع منيعة، وعلى بعد منها في جهة الشمال الجبل العظيم المعروف بالشارات».
أتخذ المسلمون من أشبيلية عاصمة لدولتهم الوليدة، ثم لم يلبث أن استبدلوا بها مدينة قرطبة التي ظلت عاصمة للدولة الإسلامية في الأندلس قرونا عديدة، ولم يتخذوا طليطلة أبدا عاصمة لدولتهم، على الرغم مما تتمتع به المدينة من مزايا إستراتيجية.
اغتنم الولاة، ومن بينهم بنو قاس خسائر الحكم بن هشام (771- 822) في الحرب كعلة للثورة عليه، مما جعله يصبح شديد البطش في حكمه لينهي هذه الثورة. في تلك الأثناء حاز عبيد الله على السلطة في طليطلة وأعلن استقلالها فلم يتردد الحكم في إعدام جميع أعيان المدينة.
استقل بنو ذي النون بطليطة بعد سقوط الخلافة بقرطبة «وهم أسرة من البربر»، وتولى عبد الملك بن متيوه أمر طليطلة، وأساء إلى أهلها فاتفقوا عليه، استقل ابنه إسماعيل بها، وترك شئونها إلى شيخها أبى بكر الحديدي، وتُوفى إسماعيل، وخلفه ابنه يحيى بن إسماعيل الذي تُوفي، وتولى حفيده القادر بالله يحيى الذي ثار عليه أهل طليطلة لقتل ابن الحديدي.
حكم بنو يعيش طليطلة بين عامي 1009 - 1028 حيث كان قاضي المدينة أبو بكر يعيش بن محمد بن يعيش.

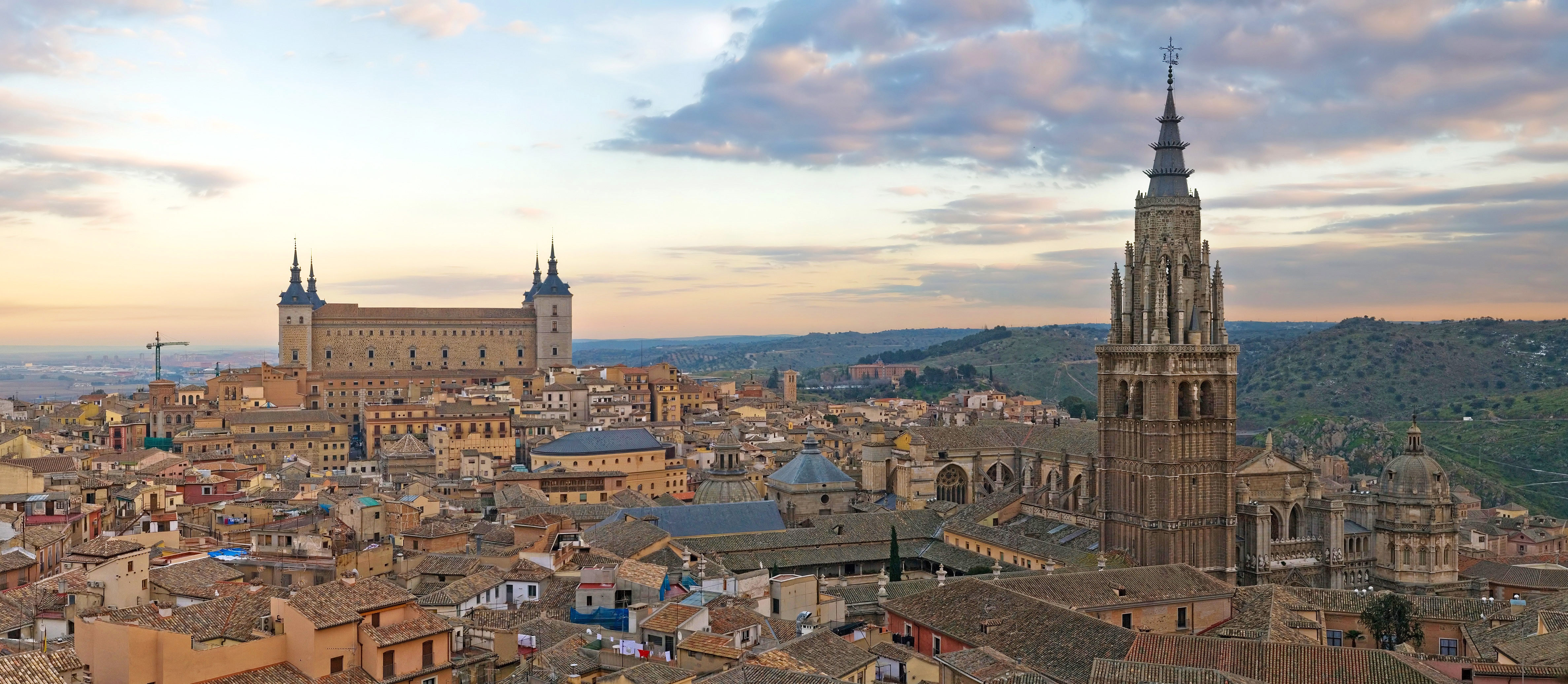
نظرة شاملة على مدينة طليطلة

### انتهاء الحكم الإسلامي
استعان القادر بالله يحيى بألفونسو السادس ملك قشتالة الذي فرض الحصار علي طليطلة في 1084 ولم يقم أحد بمساعدة إخوانهم المسلمين إلا المتوكل ابن الأفطس الذي أرسل جيشاً كبيراً لنجدة طليطلة لكنة تعرض لهزيمة من جيش قشتالة واستمر الحصار 9 شهور إلى أن استبد الجوع بالناس ولم تفلح محاولات المسلمين الوصول لتسوية. لم يرض ألفونسو سوي بتسلم المدينة كاملة وفعلاً تم ذلك في 25 مايو 1085، وهي أول قاعدة أندلسية تسقط في أيدي القشتاليين، وتوجه إلى المسجد الكبير الذي حوله إلى كاتدرائية وصلي فيه قداس الشكر وصارت عاصمة لمملكة قشتالة وتم منح المسلمين كافة الحرية لمغادرة المدينة أو البقاء فيها وحرية التصرف في أملاكهم.

### الفترة المعاصرة

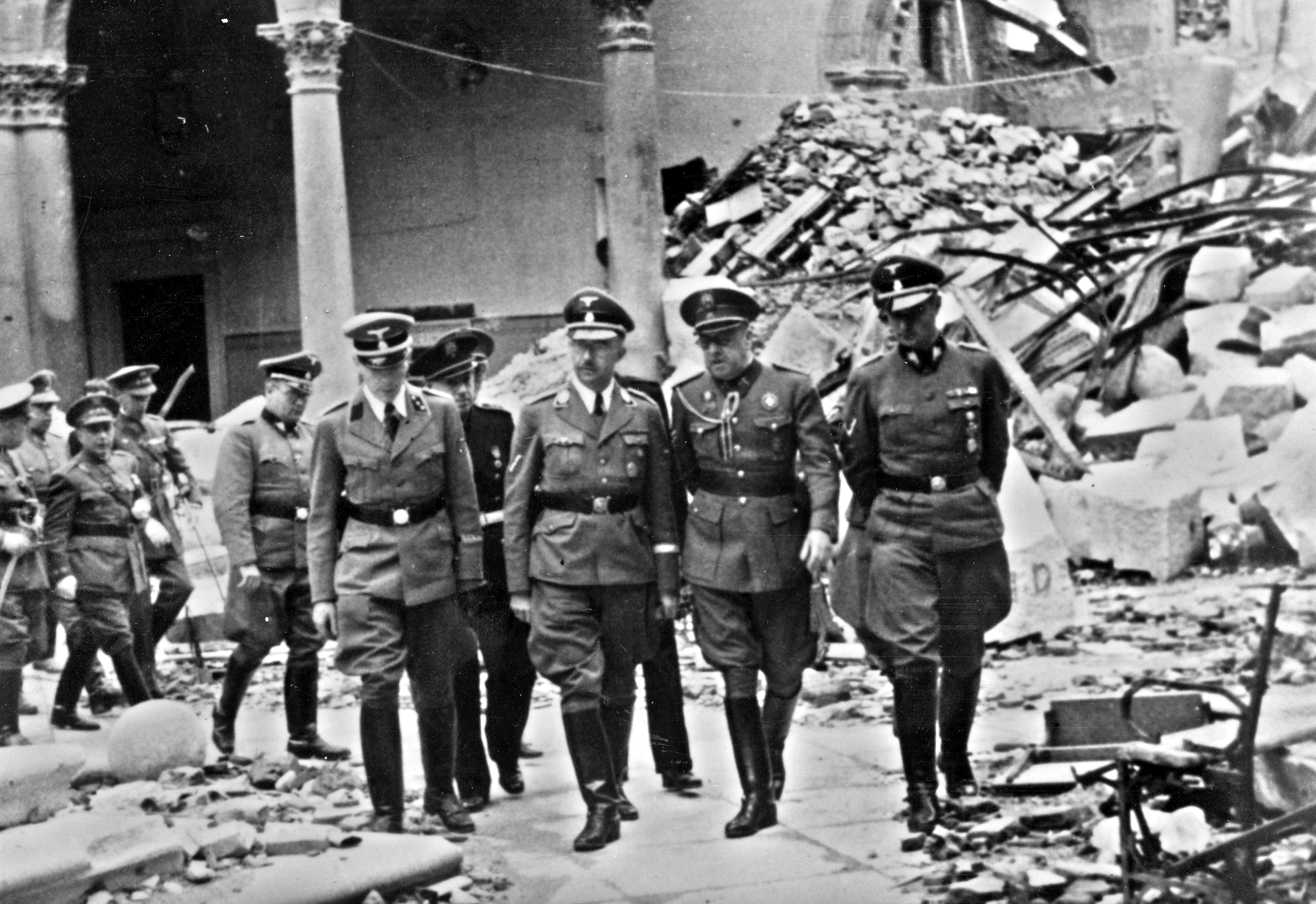
الجنرال موسكاردو مع هاينريش هيملر أمام أنقاض الكازار

بعد انقلاب يوليو 1936 في إسبانيا، رفض خوسيه موسكاردو قائد طليطلة العسكري تزويد مدريد بالأسلحة واختبأ بدلاً من ذلك في ألكازار مع حامية قوامها حوالي 1000 متمرد وطعام وذخيرة وبعض الرهائن. وبدءا من 21 يوليو تعرضوا لحصار فاشل من القوات الموالية للجمهورية خلال المراحل الأولى من الحرب الأهلية الإسبانية. اتخذ فرانسيسكو فرانكو قائد المتمردين (والذي سمي بعدها بالكوديو "caudillo") وجيشه الأفريقي منعطفًا من تقدمه نحو مدريد (مما أعطى الوقت للجمهوريين لبناء الدفاعات في مدريد وتلقي الدعم الأجنبي المبكر) ورفع الحصار عن القصر في أواخر سبتمبر 1936. وأصبحت مقاومة جيش المتمردين لمدة شهرين، سمة رمزية جوهرية للأساطير المبنية حول نظام فرانكو وأيديولوجيته.

## المجامع الكنسية

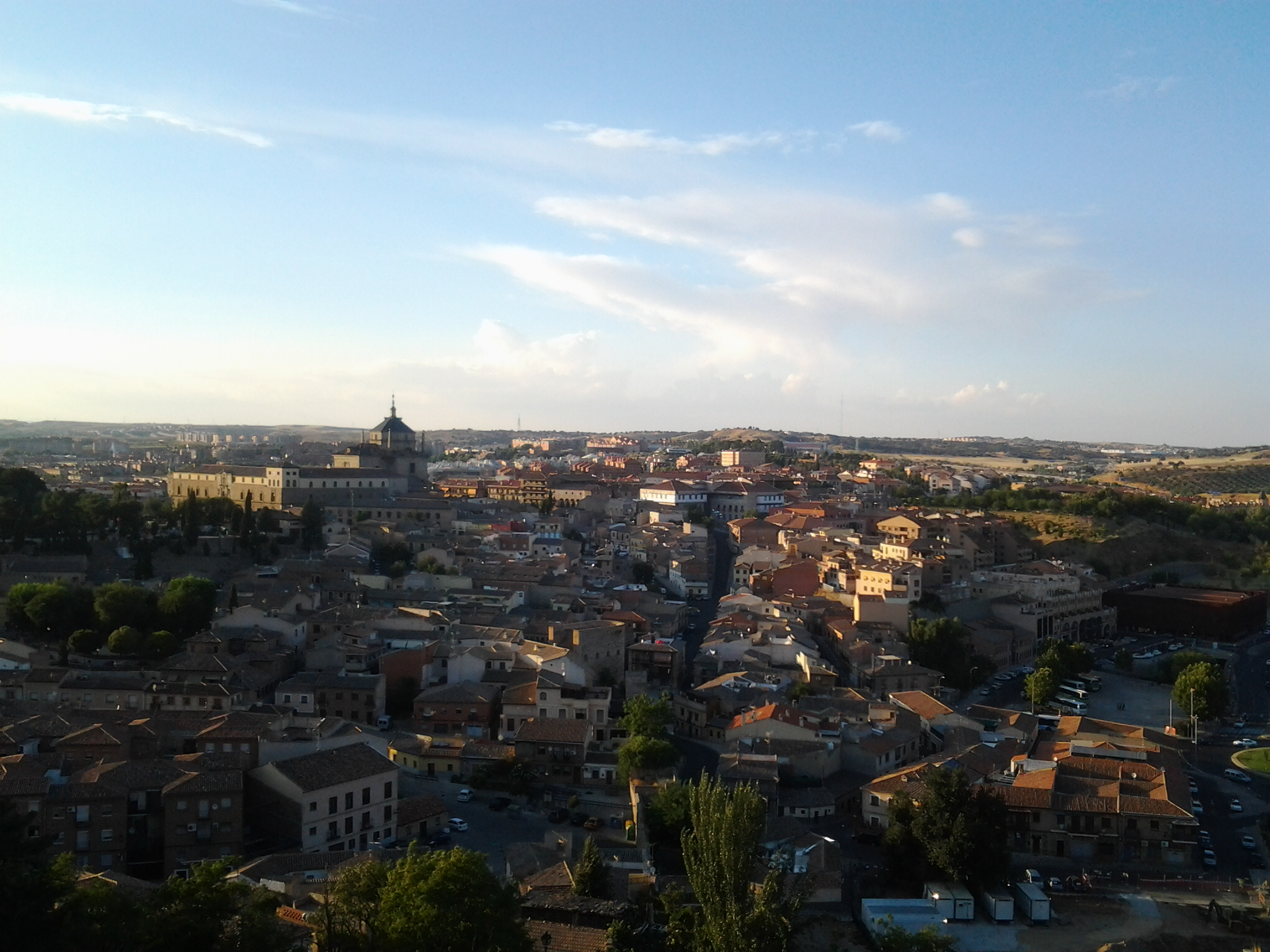
نظرة على طليطلة من الأعلى.

عُقدت من القرن الخامس إلى القرن السادس عشر حوالي ثلاثين من المجامع الكنسية في طليطلة. أول المجامع، تم في 400. في مجمع طليطلة الذي عقد سنة 589م أعلن الملك ريكارد موافقته على تحويل من الأريه وأدخلت زيادة على العبارة التي تقول عن الروح القدس «المنبثق عن الآب»، فصارت «المنبثق من الأب والابن». وكانت هذه الزيادة باعثاً عظيماً على الانشقاق الديني بين الشرق والغرب في القرن الثامن، والانفصام التام بينهم في القرن الحادي عشر. وقد قبلت الكنيسة الغربية والكنيسة البروتستانتية فيما بعد، هذه الزيادة، ولكن رفضتها وما زالت ترفضها كل الكنائس الأرثوذكسية، كما أن بعض اللاهوتيين البروتستانت لا يستريحون لهذه الزيادة، ويظهر ذلك من كتاباتهم.
اقر مجمع طليطلة الذي عقد سنة 633 وحدة القداس القوطي في جميع أنحاء المملكة، واتخذت تدابير صارمة ضد عمد اليهود الذين كانوا راجع إلى أعمالهم السابقة للإيمان. المجلس من 681 أكد اسبقيه رئيس أساقفة طليطلة في إسبانيا.
ظهر في أسبانيا الطقس القوطي، الذي يدعى بالموزارابي، والذي قام بالغاءه البابا غريغوريوس الثالث عشر - والذي يتواجد حتى اليوم فقط في مصلّى واحد داخل كاتدرائية طليطلة

## إنتاج الفولاذ

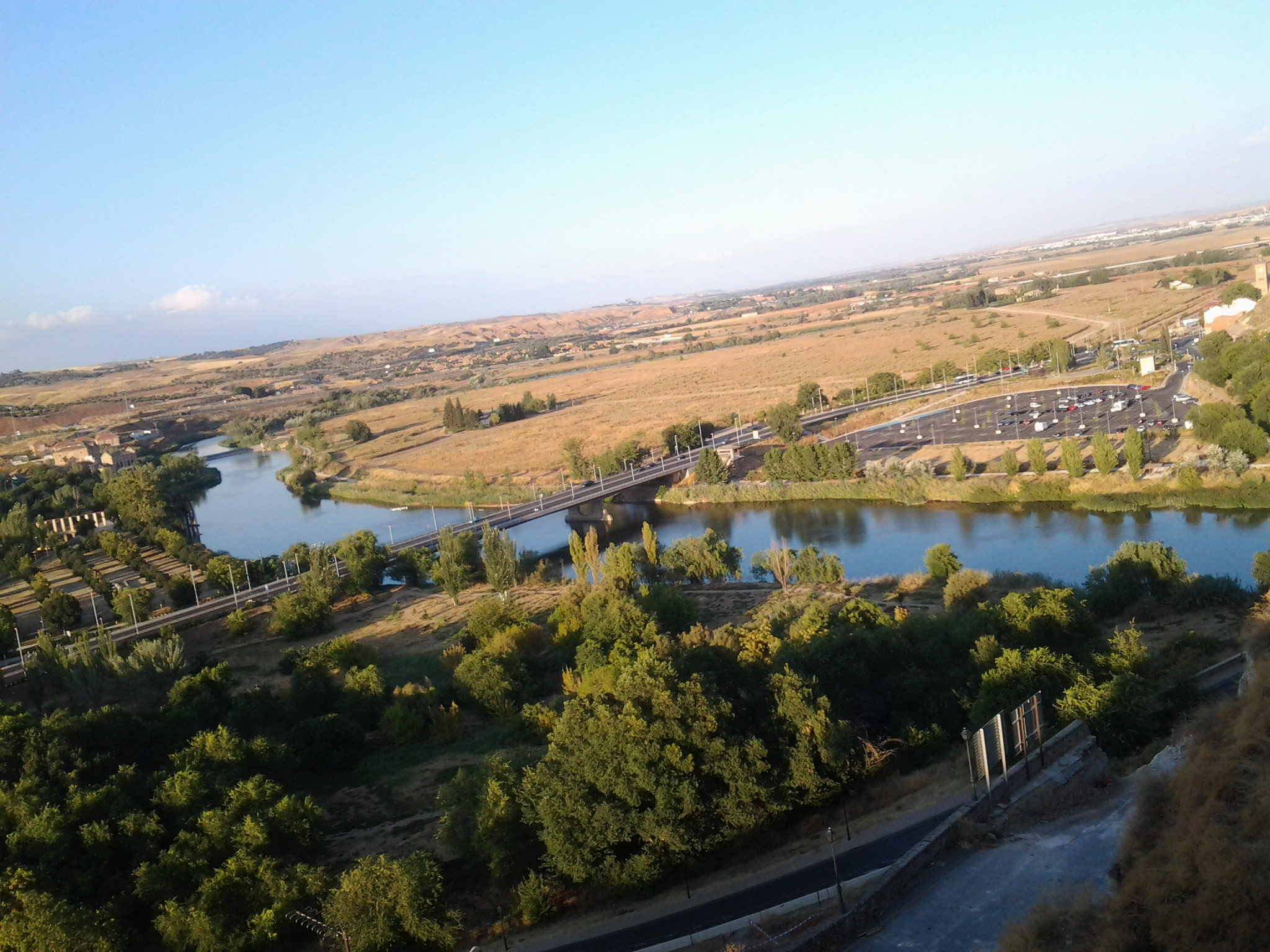
نهر تاجة في طليطلة.

كانت طليطلة شهيره لإنتاج الفولاذ وخصوصا السيوف لا تزال مركزا المدينة لصناعة الصلب والسكاكين وغيرها من الأدوات. عندما نقل فيليب الثاني ملك إسبانيا البلاط الملكي من طليطلة إلى مدريد في 1561.

## معالم طليطلة
شُيِّدت كاتدرائية طليطلة بين 1226-1493 على غرار كاتدرائية بوورج.
تتميز طليطلة على بقية المدن الإسبانية بأن فيها واحدا من أكبر الأسواق في العالم الذي يضم تحفاً وهدايا خاصة ذات طابع أندلسي، وهي تشتهر كذلك بمصانع السجاد والسيوف والحفريات والعديد من الصناعات ذات المهارة اليدوية.

### ألكازار (القصر)
أصبح ألكازار (أو قصر طليطلة) ذا شهرة عالمية في القرنين التاسع عشر والعشرين على النحو كأكاديمية عسكرية. وعند اندلاع الحرب الأهلية الإسبانية في 1936 دورته حامية بشكل مشهور كان الكازار محاصراً من القوات الجمهورية.

### إل غريكو
كانت طليطلة موطناً لإل غريكو في الجزء الأخير من حياته، وتوفي في مدينة طليطلة في 7 أبريل 1614. وقد حوّل منزل الغريكو إلى متحف.

## المدن التوأم
- قونية، تركيا
- دمشق، سوريا
- آخن، ألمانيا
- نارا، اليابان
- هافانا، كوبا
- القدس

## أهل المدينة
- سعيد بن محمد الطليطلي مهندس
- ابن بصال صاحب كتاب الفلاحة
- ابن وافد طبيب وزير
- ابن عبيد الطليطلي وهو علي بن عيسى بن عبيد التجيبي صاحب مختصر الطليطلي في الفقه المالكي